# Lễ tuyên thánh Giáo hoàng Gioan XXIII và Giáo hoàng Gioan Phaolô II
Giáo hoàng Gioan XXIII và Giáo hoàng Gioan Phaolô II là những người đứng đầu Giáo hội Công giáo Rôma cũng như là quốc trưởng Thành Vatican, tương ứng từ 1958 tới 1963 và từ 1978 tới 2005. Lễ tuyên thánh cho hai ông đã được cử hành vào ngày 27 tháng 4 năm 2014. Quyết định tuyên thánh được đưa ra chính thức bởi Giáo hoàng Phanxicô vào ngày 5 tháng 7 năm 2013 theo sau việc công nhận một phép lạ được cho là nhờ sự chuyển cầu của Gioan Phaolô II, trong khi Gioan XXIII được tuyên thánh vì công trạng triệu tập Công đồng Vaticanô II. Thời điểm của lễ tuyên phong này đã được dự định vào 30 tháng 9 năm 2013.
Thánh lễ tuyên phong đã được cử hành bởi Giáo hoàng Phanxicô (với Giáo hoàng danh dự Bênêđictô XVI đồng tế), vào Chủ nhật ngày 27 tháng 4 năm 2014 tại Quảng trường thánh Phêrô, Vatican, Rôma, trong sáng Chủ nhật Lòng Chúa Thương xót - Chủ nhật thứ hai trong Mùa Phục Sinh, kết thúc Tuần Bát nhật.

## Người tham dự lễ tuyên thánh
Giới chức Vatican cho biết có khoảng 500.000 người có mặt ở Quảng trường thánh Phêrô và các đường phố xung quanh, trong tổng số 800.000 được cho là đã tập trung tại Rôma để theo dõi buổi lễ. Có 98 người đại diện các Nhà nước hoặc các tổ chức quốc tế đã hiện diện tại buổi lễ phong thánh, trong đó có 19 Nguyên thủ quốc gia và 24 vị Thủ trưởng Chính phủ.